# Peter Hemmel de Andlau

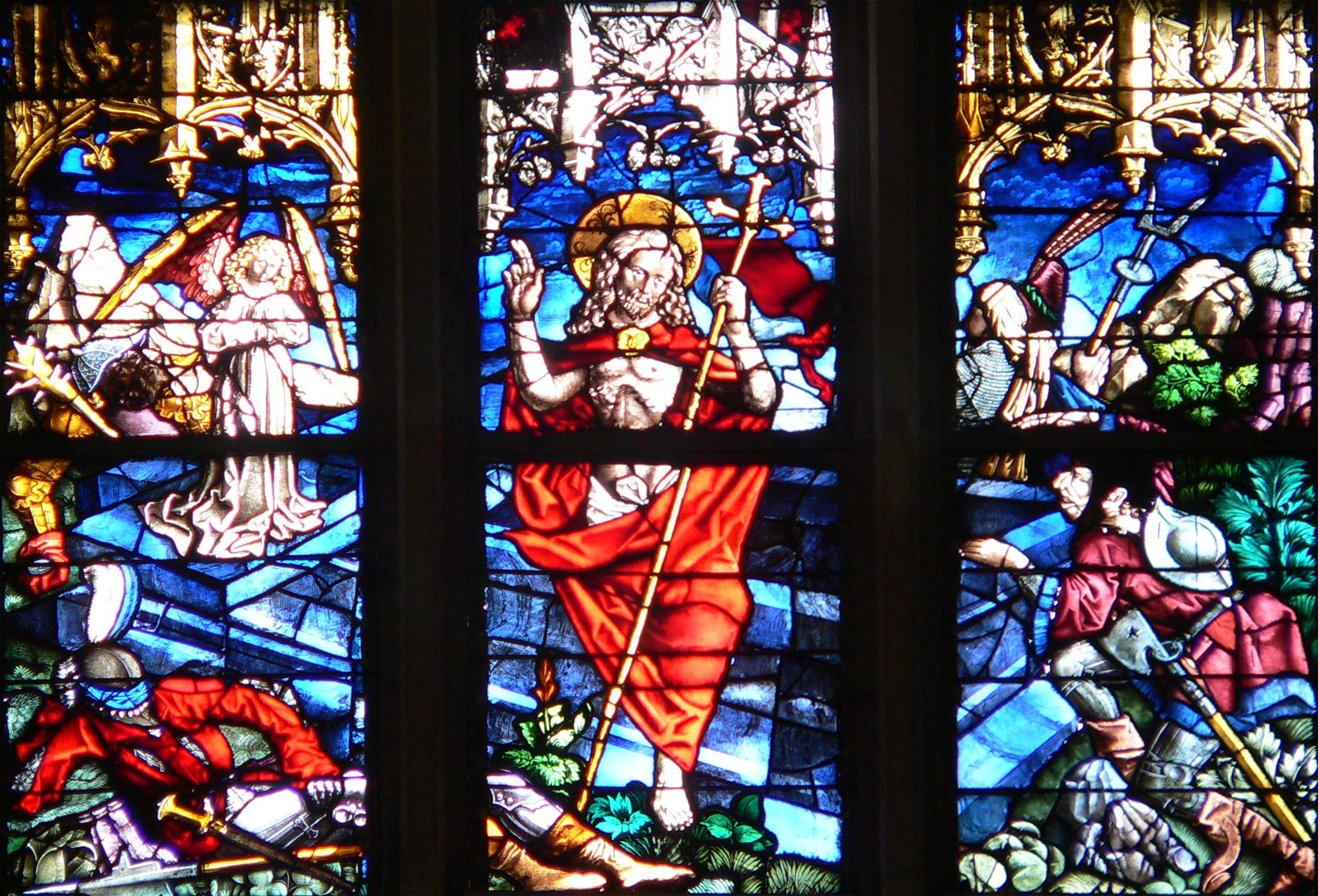
El Cristo Resucitado - detalle de la Ventana del Consejo de 1480 en Ulm Minster.

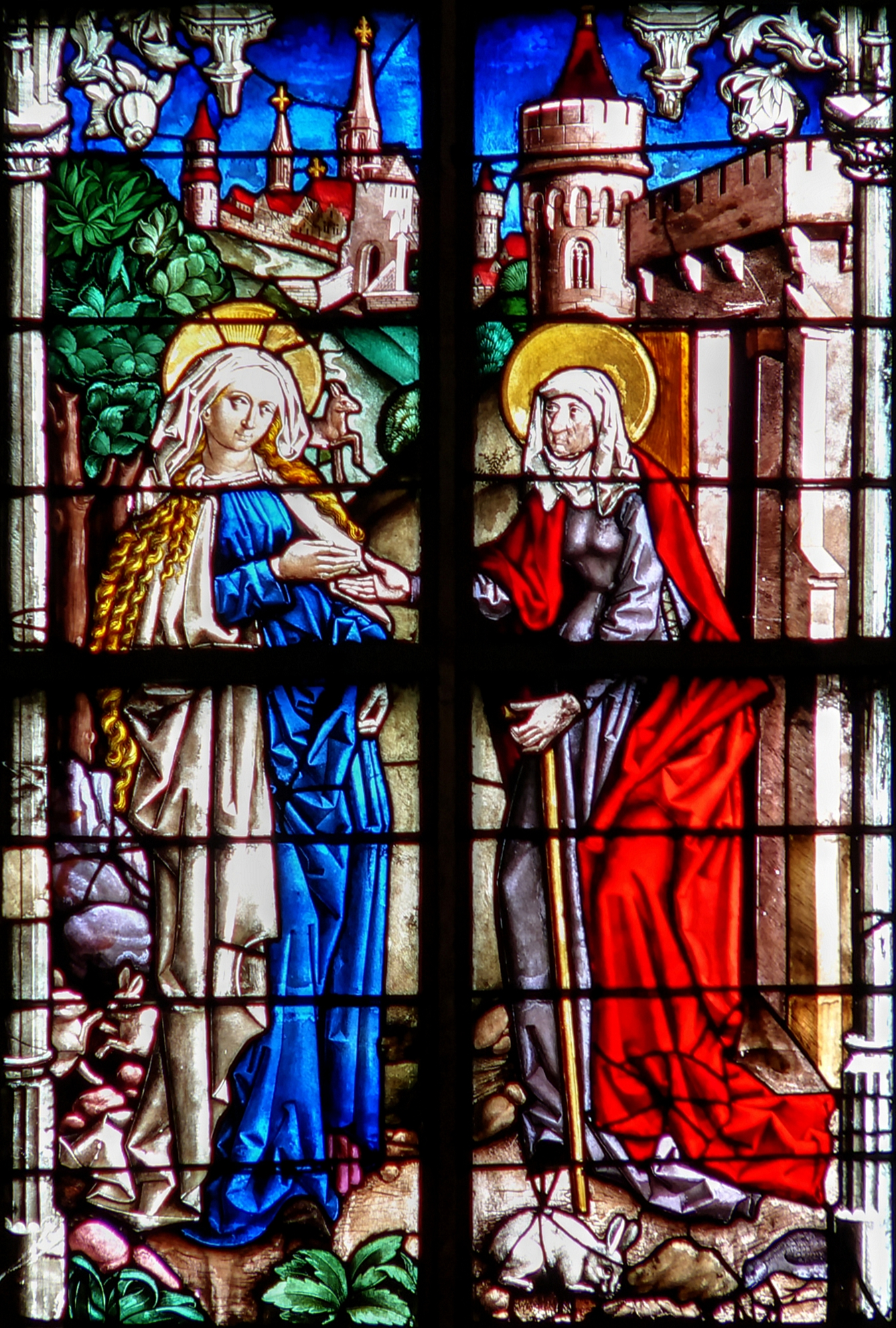
Detalle de la ventana de los gremios de 1480 en Ulm Minster, que muestra la Visitación.

Peter Hemmel de Andlau (c. 1420-1506) fue un artista de vidrieras del gótico tardío, cuyo taller en Estrasburgo estuvo activo entre 1447 y 1501. Trabajando a veces en solitario y a veces en colaboración con otros vitralistas de la ciudad, abastecía principalmente edificios religiosos en lo que hoy es Austria, el sur y el este de Alemania, el este de Francia y el norte de Italia, aunque ninguna de las vidrieras de Hemmel sobrevive en la propia Andlau.
Hemmel nació en Andlau, ahora en la región de Bas-Rhin de Francia, pero se convirtió en ciudadano de Estrasburgo, además de terrateniente y consejero. Un documento de 1466 lo menciona casándose con la viuda del pintor Hans Hirtz..  Murió en Estrasburgo.
Hemmel utilizó plantillas inspiradas en la obra de Rogier van der Weyden y Martin Schongauer. Utilizó vidrios bicolores y sombreados en rojos de hierro brillantes, azules vivos, esmalte negro y amarillo plateado (producido con sales de plata) para reproducir brocados, tejidos y rostros. También destaca por su atención a los detalles, como en los animales y las plantas, como se ve en la Ventana de los Gremios de la catedral de Ulm.

## Obras
- Catedral de Estrasburgo
- Iglesia de San Guillermo, Estrasburgo
- Santa Madalena, Estrasburgo, ahora en el Museo de la Obra de Notre-Dame.
- El coro de la catedral de Ulm
  - La Ventana del Cabildo, mandada construir por el ayuntamiento en 1480
  - La Ventana de los Gremios, encargada por los gremios de la ciudad en 1480
- San Lorenzo, Núremberg - la Ventana Volckamer, encargada por Peter Volckamer en 1480
- Colegiata de San Jorge, Tubinga - la ventana del coro, 1475
- Catedral de Augsburgo
- Catedral de Nuestra Señora de Múnich
- Abadía de Nonnberg, Salzburgo
- Catedral de Friburgo de Brisgovia
- Catedral de Metz
- Catedral de Milán (varias ventanas)
- Capilla de la Virgen en Nuestra Señora de la Natividad, Saverne
- Iglesia de peregrinación de Santa María Coronada, en Lautenbach

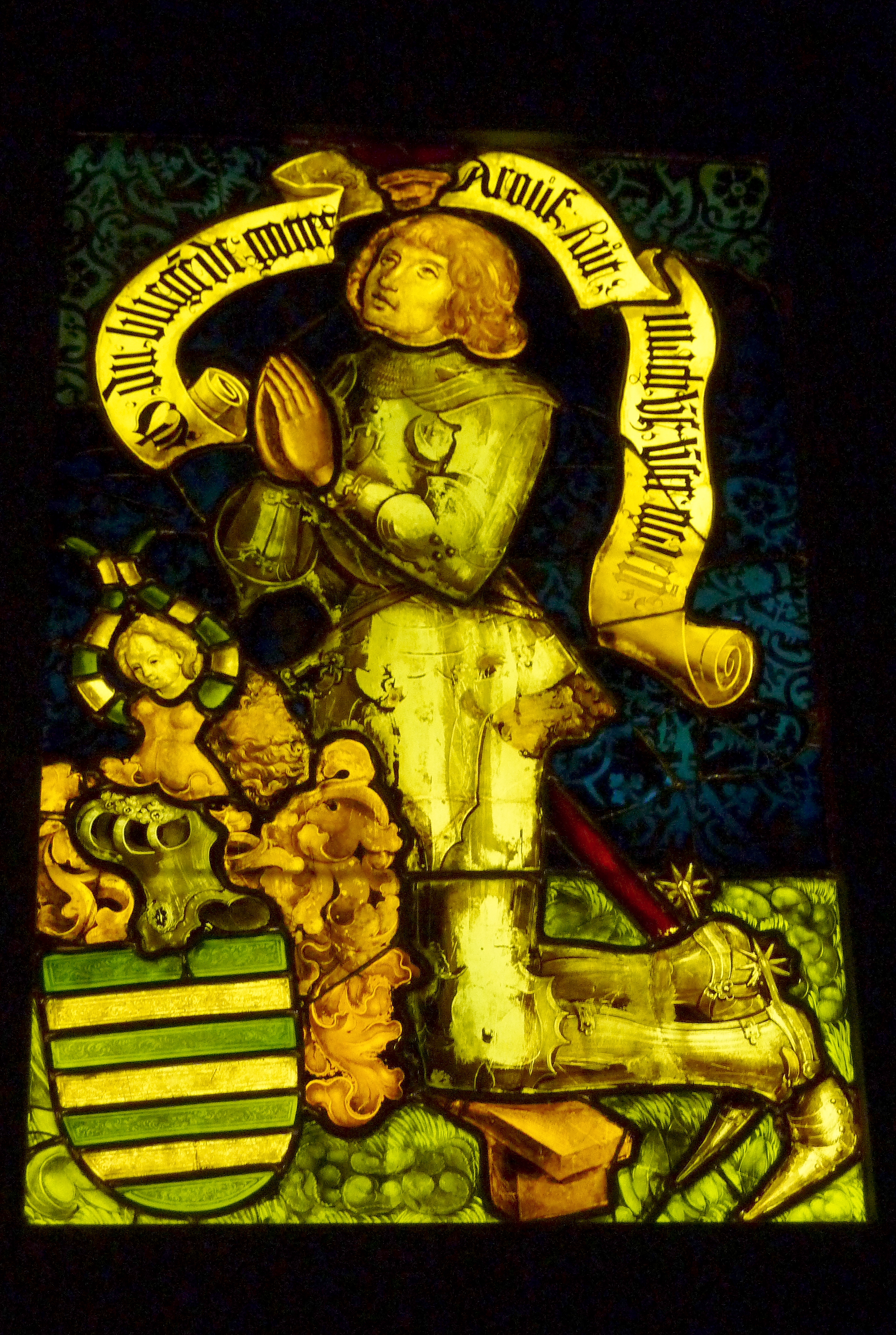
Una ventana de Hemmel en el Musée de Cluny
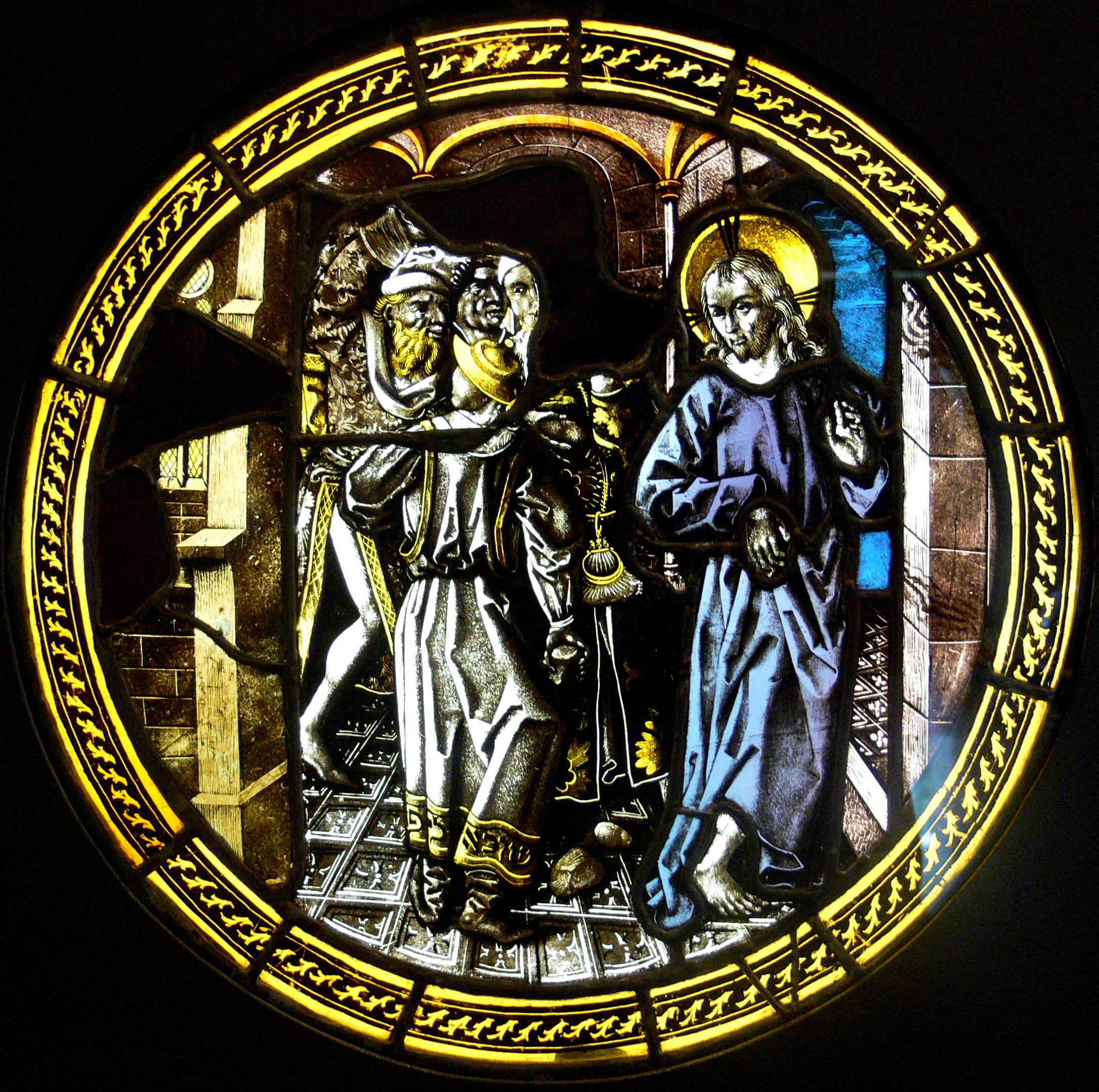
Una ventana de Hemmel en el Museo de Artes Decorativas de Berlín .
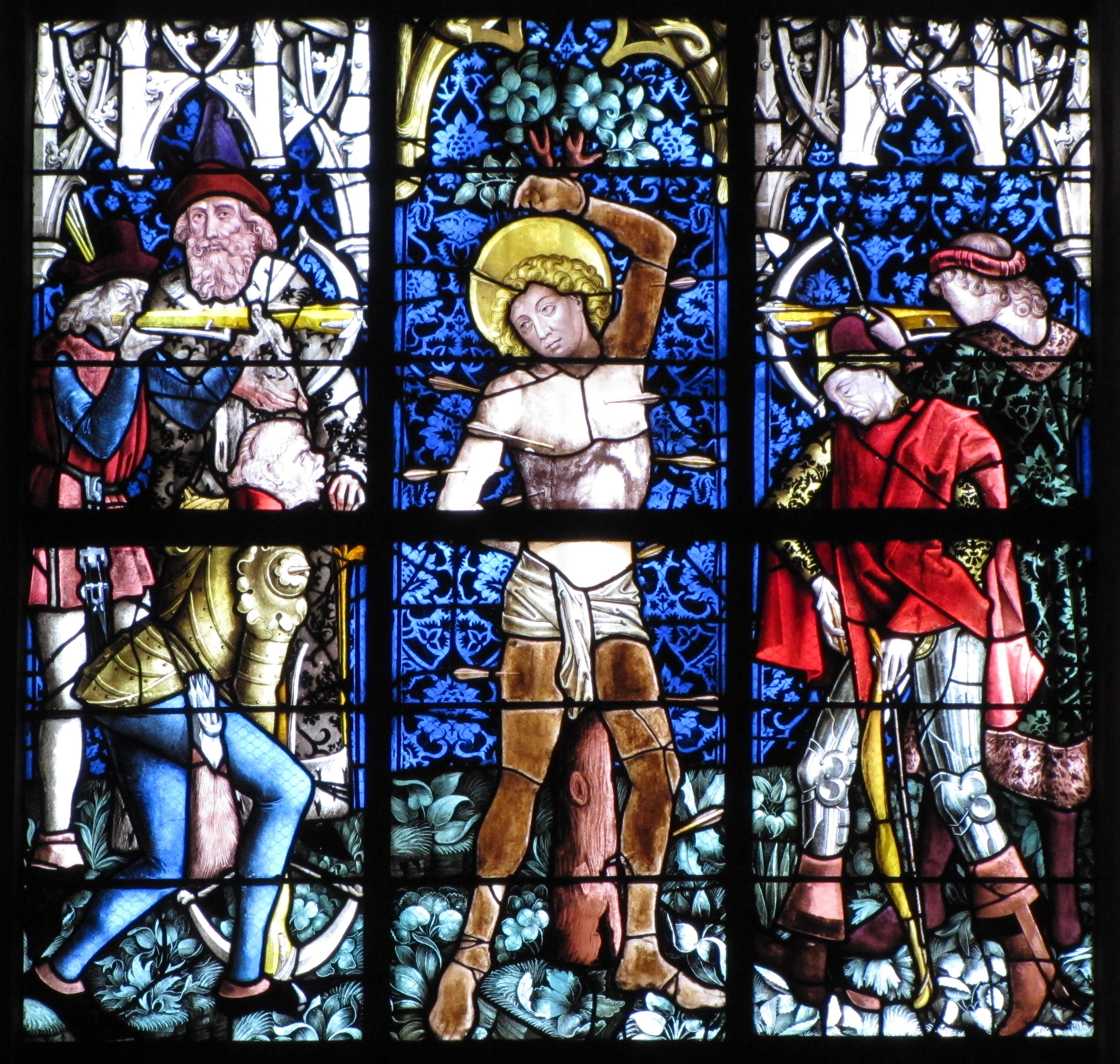
Una ventana original de Hemmel integrada en una ventana neogótica más grande del siglo XIX, iglesia de san Pedro y san Pablo, Obernai